# Yezoceryx jinpingensis
Yezoceryx jinpingensis är en stekelart som beskrevs av Wang 1982. Yezoceryx jinpingensis ingår i släktet Yezoceryx och familjen brokparasitsteklar. Inga underarter finns listade i Catalogue of Life.